# Patrimonialgericht Melbach
Das Patrimonialgericht Melbach befand sich am Ende des Alten Reichs im Besitz der Freiherren Wetzel genannt von Carben. Es umfasste ausschließlich das Dorf Melbach.

## Geschichte
Im 18. Jahrhundert kam es nach einem Wechsel in der Ortsherrschaft zu Konflikten zwischen dem katholischen Ortsherren und der protestantischen Bevölkerung. 1729 war der letzte männliche Vertreter der ev. Linie von Carben in Burg-Gräfenrode, Franz Emmerich Lothar Burkhard Adolf von Carben, verstorben. Seine Schwester Anna Maria Elisabeth war mit dem rk. Adligen Freiherrn Lothar Franz Josef von Wezel zu Ober-Mörlen verheiratet. Diese Linie erhielt 1775 die kaiserliche Erlaubnis, sich von Wezel genannt zu Carben zu nennen. Seit 1735 kam es zu massiven Rekatholisierungsversuchen des Gerichtsherren, obwohl er nicht der Kirchenherr war. Kopf des örtlichen Widerstands war der Gerichtsschöffe und hessen-darmstädtische Zentgraf Johannes Becker. Er verteidigte die Rechte des Landgrafen von Hessen als Kirchenherr. Kirchenstrafen, die der Pfarrer verhängte, wurden von den von Wezel aufgehoben. Botengänge ausgedehnt und Steuern erhöht.
Mit dem Beitritt zum Rheinbund 1806 übernahm das Großherzogtum Hessen auch die staatliche Souveränität über das Dorf Melbach. Die bisherige Herrschaft, die Familie Wetzel genannt von Carben, wurde damit mediatisiert, behielt aber ihre überkommenen Rechte, wozu auch das Patrimonialgericht Melbach gehörte.
Die Patrimonialgerichtsbarkeit umfasste nicht nur die erstinstanzliche Rechtsprechung, sondern auch eine Reihe von Kompetenzen im Bereich der öffentlichen Sicherheit und Ordnung, ähnlich der eines Amtes in größeren Territorien. Das Großherzogtum Hessen war im Sinne des staatlichen Gewaltmonopols bestrebt, die mit dem Patrimonialgericht verbundenen hoheitlichen Kompetenzen selbst zu übernehmen. 1822 kam es zu einem entsprechenden Abkommen zwischen dem Staat und der Familie Wetzel genannt von Carben: Der Staat übernahm das Patrimonialgericht. Die bisher von dem Patrimonialgericht wahrgenommenen Verwaltungsaufgaben teilte er dem Landratsbezirk Butzbach, die Aufgaben der Rechtsprechung dem Landgericht Friedberg zu. Das Patrimonialgericht hörte damit zu bestehen auf.